# Ester Rachel Kamińska

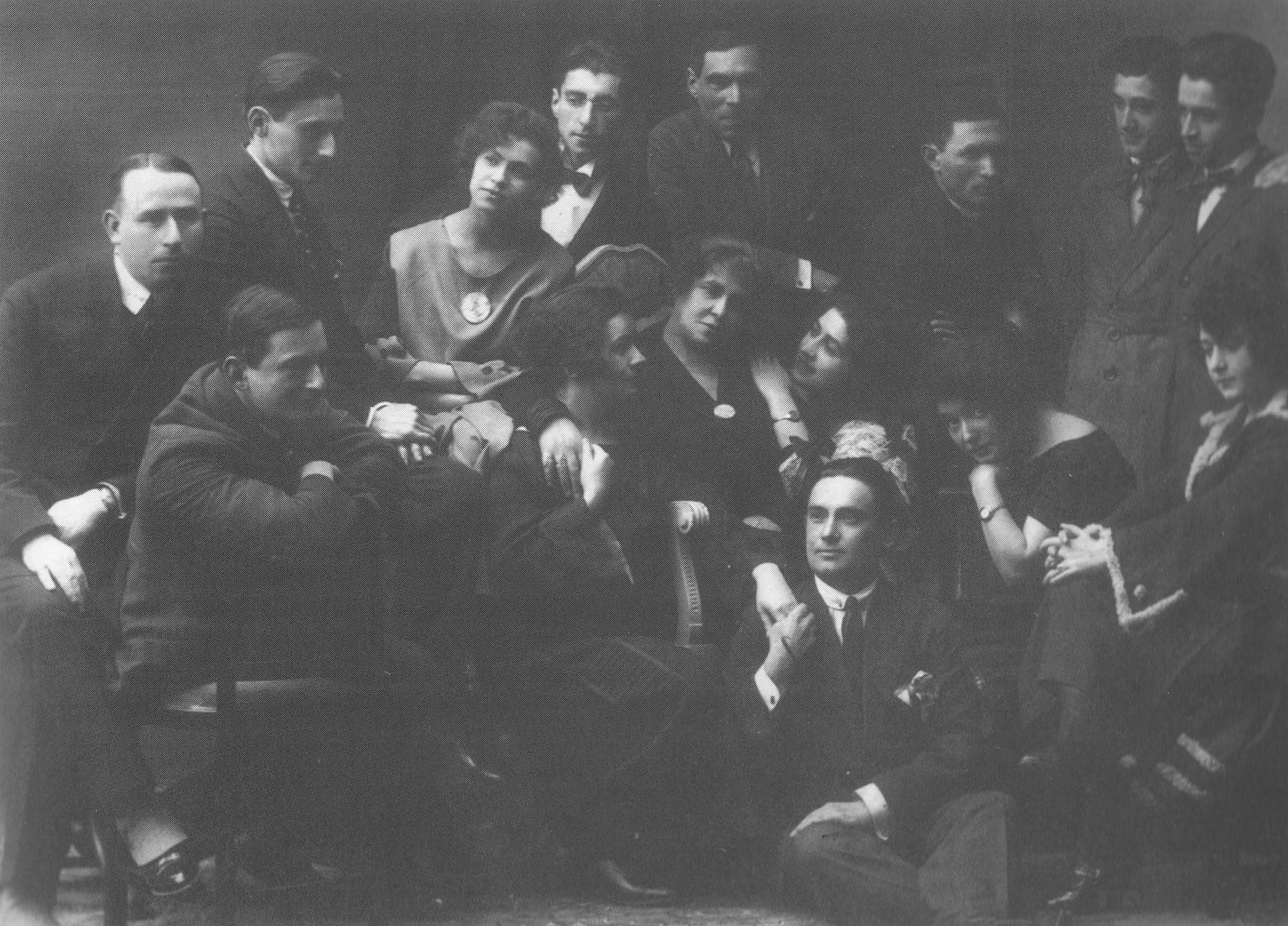
Ester Rachel Kamińska (w środku) z aktorami Warszawskiego Żydowskiego Teatru Artystycznego w Wilnie (1923)

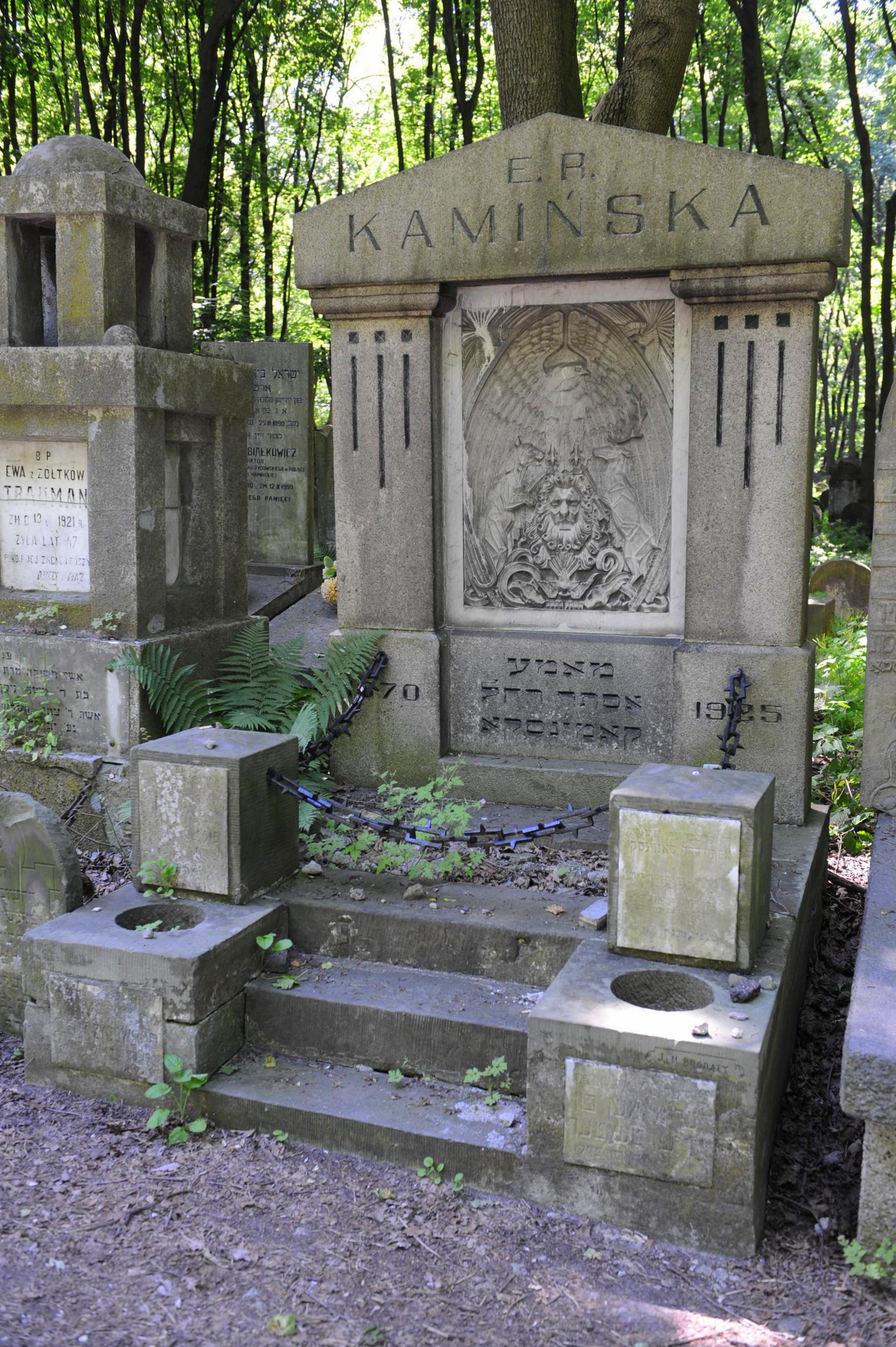
Grób Ester Rachel Kamińskiej na cmentarzu żydowskim na Woli w Warszawie

Ester Rachel Kamińska, z domu Halpern (jid. ‏אסתּר רחל קאַמינסקאַ‎; ur. 22 lutego lub 10 marca 1870 w Porozowie, zm. 27 grudnia 1925 w Warszawie) – polska aktorka teatralna pochodzenia żydowskiego, prowadząca wraz z mężem pierwszy teatr żydowski, posiadający stałą siedzibę. Nazywana „matką teatru żydowskiego”.

## Życiorys
Urodziła się w Porozowie, jako córka Szymona Halperna, kantora synagogalnego. W młodości przeprowadziła się do Warszawy, gdzie pracowała w fabrykach papierosów, wstążek i kapeluszy.
W 1892 zadebiutowała na deskach warszawskiego teatrzyku Eldorado. Od 1893 grała z grupą teatralną swojego przyszłego męża, Abrahama Izaaka Kamińskiego.
W 1900 wraz z mężem założyła teatr wędrowny, a w 1913 stały teatr w Warszawie przy ul. Oboźnej 1/3, w którym grano ambitny repertuar światowy. Środki na teatr zdobyła odbywając w latach 1910 i 1913 tournée po Stanach Zjednoczonych. Od 1914 podróżowała po Europie występując na deskach teatrów w Petersburgu, Kijowie, Odessie i Paryżu. Grała w jidysz, po polsku i rosyjsku. Styl jej gry porównywano do stylu Eleonory Duse.
Uważana jest za najważniejszą aktorkę żydowską w Polsce i najwybitniejszą aktorką języka jidysz swoich czasów. Jest uznawana za matkę teatru żydowskiego.
W czasie I wojny światowej występowała wraz z córką Idą i Zygmuntem Turkowem na okupowanych przez Niemców terenach Cesarstwa Rosyjskiego. Do Polski powrócili w 1921.
Grała m.in. role młodych dziewcząt i kobiet w sztukach pisarzy żydowskich, m.in. tytułową w Sierota Chasia Jakuba Gordina i Lei w Siostrach Icchoka Lejba Pereca, a także Amalię w Zbójcach Friedricha Schillera i Norę w Domu lalki Henrika Ibsena. Zagrała także w kilku filmach jidysz.
Z Abrahamem Izaakiem Kamińskim miała troje dzieci: Reginę, Idę oraz Józefa.
Jest pochowana w alei głównej cmentarza żydowskiego przy ulicy Okopowej w Warszawie (kwatera 39). Autorem jej nagrobka jest Feliks Rubinlicht.

## Filmografia
- 1912: Mirełe Efros – jako Mirełe Efros
- 1913: Nieznajomy
- 1914: Ubój
- 1914: Macocha
- 1924: Ślubowanie – jako Pani Kronberg

## Upamiętnienie
Jej imię (oraz imię jej córki Idy) nosi Teatr Żydowski im. Estery Rachel i Idy Kamińskich w Warszawie – Centrum Kultury Jidysz.